# Строитель (футбольный клуб, Первомайск)
Строитель — советский футбольный клуб из Первомайска. Основан не позднее 1969 года.

## Достижения
- Во второй лиге СССР — 15 место (в зональном турнире УССР класса «Б» 1969 год).